# 切鲁塔扎姆
切鲁塔扎姆（Cheruthazham），是印度喀拉拉邦Kannur县的一个城镇。总人口26240（2001年）。

## 人口
该地2001年总人口26240人，其中男性12400人，女性13840人；0—6岁人口2581人，其中男1315人，女1266人；识字率82.95%，其中男性为86.52%，女性为79.75%。